# Makoto Tomioka
Makoto Tomioka (富岡 誠 Tomioka Makoto?), también conocido como Tetsuo Nakahama (中浜 哲 Nakahama Tetsuo?,  1 de enero de 1897 - 15 de octubre de 1926) fue un escritor anarquista nacido en Japón, miembro de la organización anarco-ilegalista denominada como Sociedad de la Guillotina.
Makoto fue acusado por dos fallidos intentos de asesinato del príncipe Hirohito, en venganza a los asesinatos de Ōsugi Sakae, Noe Ito y el sobrino de Osugi que en esa época solo tenía seis años de edad, por militares japoneses por órdenes expresamente secretas emitidas por el propio príncipe. Fue ejecutado por la tentativa de regicidio, pero también por ser autor de otros actos antigubernamentales.